# De avonturen van Rudi
De avonturen van Rudi is een Belgische stripreeks van Willy Vandersteen en Karel Verschuere. Aanvankelijk verscheen de strip als De avonturen van Judi. Uitgeverij Sheed & Ward hoopte met deze stripreeks scholieren aan te moedigen om de Bijbel te lezen.

## Inhoud
De strip bevat verhalen uit het Oude Testament vanuit het perspectief van een Joodse jongen genaamd Rudi (of Judi), die ongeveer veertien jaar is. Ondanks dat de verhalen zich in verschillende tijdsperiodes afspeelden, verouderde de jongen niet.

## Geschiedenis
De gebroeders Paul en Andreas Ausloos waren medeaandeelhouders van uitgeverij Sheed & Ward, waarvan Andreas tevens ook de directeur was. Hun schoonvader Maurits De Meyer was destijds directeur van De Standaard, waarmee Willy Vandersteen samenwerkte. De Meyer bracht de gebroeders Ausloos op het idee om Vandersteen een nieuw stripverhaal te laten tekenen. Sheed & Ward had nog aandeelhouders, waaronder de gebroeders Govaerts, die samen een drukkerij leidden. Stan Govaerts was ook een oude scoutsvriend van Vandersteen en begin jaren 50 benaderde hij Vandersteen voor dat nieuw stripverhaal. Echter, De Standaard had een optierecht tot uitgave op elke nieuwe titel of serie van Vandersteen, maar De Meyer gaf dan toestemming op voorwaarde dat de nieuwe strip niet aansloot bij Vandersteens eerdere strips bij De Standaard. Sheed & Ward koos dan voor een stripverhaal gebaseerd op de Bijbel. Uiteindelijk hadden Vandersteen en zijn toenmalige medewerker François Joseph Herman te veel werk met hun andere stripreeksen, waardoor de Bijbelstrip tijdelijk niet doorging.
Intussen was een andere tekenaar genaamd Karel Verschuere tijdelijk werkloos. Op aanraden van Herman Geerts, zijn vroegere zakenpartner, en Stan Govaerts contacteerde hij Vandersteen, waarna Verschuere voor hem begon te werken. Rond het voorjaar van 1952 kwam Sheed & Ward af met hetzelfde aanbod, waarna Vandersteen daar ditmaal wel op inging. Vandersteen schetste Judi en Verschuere deed de inkting en een groot deel van het onderzoek. Er verschenen drie verhalen van 1952 tot 1954 in het stripblad Ons Volkske. Daarna kreeg Verschuere toestemming om de reeks alleen verder te zetten. Hij schreef en tekende nog een vierde verhaal in 1956 en een vijfde verhaal in 1968. Bij het vijfde verhaal werd de titel van de stripreeks gewijzigd in Rudi. Delen van de reeks werden nog heruitgegeven door Callenbach, De Fontein, Altiora en De Dageraad. Het vijfde album werd in 1994 in beperkte oplage uitgegeven door Bonte.

## Albums
De eerste drie verhalen werden vanaf 23 oktober 1952 tot 11 maart 1954 in het stripblad Ons Volkske voorgepubliceerd. Deze verhalen zijn geschreven en getekend door Vandersteen en Verschuere. Het vierde werd niet voorgepubliceerd en het vijfde werd in 1968 voorgepubliceerd in het stripblad Ohee. Beide verhalen werden geschreven en getekend door Verschuere. Sheed & Ward gaf de eerste vier albums uit en het vijfde werd  uitgegeven door Bonte.
| Nr. | Titel             | Uitgavejaar album |
| --- | ----------------- | ----------------- |
| 1   | De zondvloed      | 1952              |
| 2   | Het wrekend vuur  | 1953              |
| 3   | De onderkoning    | 1954              |
| 4   | De zwervers       | 1956              |
| 5   | Het Beloofde Land | 1994              |

## Ontvangst
Leo Suenens, toenmalig hulpbisschop van aartsbisdom Mechelen, gaf de strip een imprimatur, waardoor het kerkelijk goedgekeurd was. Ondanks dat imprimatur was deze strip niet populair bij katholieke priesters en onderwijzers, daar ze zich niet beperkten tot de Bijbeltekst, maar eigen fantasie vermengde. Suenens had tevens een vooruitstrevende reputatie. Deze stripreeks was commercieel geen groot succes.

## Plagiaat
Verschuere plagieerde bij het tekenen van strips meermaals van andermans werk. Voor deze stripreeks deed hij dat onder meer van Prins Valiant, Eric de Noorman en een Bijbel geïllustreerd door Gustave Doré.